# Siprianus Hormat
Siprianus Hormat (ur. 16 lipca 1965 w Cibal) – indonezyjski duchowny katolicki, biskup diecezjalny  Ruteng od 2020.

## Życiorys
Święcenia kapłańskie otrzymał 8 października 1995 i został inkardynowany do diecezji Ruteng. Był m.in. wychowawcą w seminarium w Ritapiret, szefem komisji ds. duszpasterstwa młodzieży, przewodniczącym stowarzyszenia indonezyjskich kapłanów oraz sekretarzem wykonawczym indonezyjskiej Konferencji Episkopatu.
13 listopada 2019 papież Franciszek mianował go biskupem diecezjalnym Ruteng. Sakry udzielił mu 19 marca 2020 kardynał Ignatius Suharyo Hardjoatmodjo.